# Sombre Interlude
Sombre Interlude (titre original : Dark Interlude) est une nouvelle de science-fiction coécrite par Fredric Brown et Mack Reynolds.
Le récit a été rédigé pendant la ségrégation raciale. Elle met en exergue le racisme des « petits blancs » du sud des États-Unis qui haïssent les Noirs et la notion d'Étranger.

## Parutions

### Parutions aux États-Unis
La nouvelle est parue sous le titre Dark Interlude dans Galaxy Science Fiction no 4 en janvier 1951. 
Au total, la nouvelle a été publiée à une vingtaine de reprises dans des recueils des deux coauteurs, ou des anthologies regroupant des nouvelles connues.

### Parutions en France
La nouvelle a été publiée en France en 1954 sous le titre Sombre Intermède.
Sous le titre de Sombre Interlude, elle a été de nouveau publiée, avec une traduction de Jean Sendy, dans le recueil Histoires de voyages dans le temps ainsi que dans le recueil Fantômes et Farfafouilles.

## Résumé
La nouvelle est entrecoupée entre, d'une part une conversation entre Lou Allenby et le shérif du comté, et d'autre part par le récit des événements effectué par l'auteur de manière neutre.
4 000 ans dans le futur : des scientifiques décident d'envoyer un chercheur dans le passé pour comprendre comment vivaient les gens de l'époque appelée « XXe siècle ». Ce chercheur, volontaire, s'appelle Jan. Envoyé dans le passé, il ne pourra pas rentrer à son époque et devra passer toute sa vie au XXe siècle : il écrira son rapport et le placera en un lieu prédéterminé d'où il sera déterré quatre millénaires plus tard.
Le voyage a lieu, Jan atterrit en plein champ, mais se casse la cheville. Susan Allenby, qui passe par là, vient à son secours. Jan finit par lui raconter la vérité sur sa venue. Susan ne tarde pas à tomber amoureuse de lui. Deux jours plus tard, ils décident de se marier. Susan téléphone à son frère Lou pour lui expliquer le sens heureux des événements.
Lorsque Lou rencontre Jan, tout se passe à merveille, jusqu'au moment où Jan révèle innocemment à Lou qu'à la suite de diverses guerres au cours des XXIe et XXIIe siècles, toutes les races se sont fondues en une seule et que lui, Jan, a « au moins un tiers de sang noir ». Entendant ça, Lou perd tout contrôle et assassine sauvagement Jan avec son fusil, au grand désespoir de sa sœur.
Le dernier paragraphe de la nouvelle constitue la remarque finale du shérif, très « compréhensif » : 
« Il t'avait peut-être fait avaler trop de ses boniments. Arriver de l'avenir, tiens ! Ces salopards de négros, ça va chercher n'importe quoi, pour se faire passer pour des blancs. Ça prouve quoi, ses traces commençant au milieu du champ ? Rien du tout, petit ! Personne n'est jamais arrivé de l'avenir, et personne ira jamais dans l'avenir. On va étouffer ça gentiment et personne n'en entendra jamais parler. Ce sera comme si c'était jamais arrivé. »